# Bradano
Bradano je rijeka na jugu Italije, u talijanskoj regiji Basilicata koja izvire u blizini Castel Lagopesole smještenom kraj grada Avigliano u pokrajini Potenza. U rijeku Bradano ulijevaju se rijeke Basentello i Bilioso, nakon čega rijeka utječe u jezero Lago di San Giuliano. Nakon istjecanja iz jezera u nju se lijeva rijeka Gravina, nakon čega se Bradano ulijeva u Tarantski zaljev u Jonskom moru kod grada Metaponto.

## Vanjske poveznice
|  | Zajednički poslužitelj ima još gradiva o temi Bradano |